# Bathyeliasona abyssicola
Bathyeliasona abyssicola  (лат.) — вид морских многощетинковых червей семейства Polynoidae из отряда Phyllodocida. Первоначально был описан в составе рода Macellicephala, а позднее Мэриан Петтибон (Marian H. Pettibone) включила его в род Bathyeliasona Pettibone, 1976. Род был назван в честь крупного знатока полихет зоолога Йёргена Киркегаарда(Jørgen B.Kirkegaard).

## Распространение
Глубоководный вид. Атлантический океан: у Португалии. Тихий океан: Берингово море и Алеутская впадина. Bathyeliasona abyssicola встречается на больших глубинах — от 3760 до 7180 м.

## Описание
Длина тела до 35 мм при ширине до 6 мм (без параподий); длина параподий — 5 мм. Тело тёмно-фиолетовое, состоит из 18 сегментов. От близкого рода Macellicephala отличается, главным образом, числом элитрофор (которых у Bathyeliasona 8 пар и все мелкого размера). Глотка крупная, по размерам превышает 50 % длины тела. Пальпы гладкие, удлинённые; параподии вытянутые; неврохеты длинные. Многочисленные нотохеты зазубренные по всей длине. Перистомальные усики с циррофорами. Простомиум разделён медиальным желобком на две части. Параподии двуветвистые. Все щетинки (сеты) простые.
.